# Ruth Lamsbach
Ruth Lamsbach (* 1950 in Bochum) ist eine ehemalige deutsche Behindertensportlerin und mehrfache Teilnehmerin und Medaillengewinnerin bei Paralympischen Spielen.

## Werdegang
Ruth Lamsbach wurde im Alter von 14 Jahren durch eine Rückenoperation querschnittsgelähmt und war fortan an den Rollstuhl gebunden. Da sie trotzdem Leistungssport betreiben wollte, wurde sie Mitglied des Post SV, bei dem sie zunächst den Schwimmsport und den Fünfkampf, später auch den Rollstuhltischtennissport betrieb. Sie wurde in die Deutsche Paralympicsnationalmannschaft berufen und im Schwimmsport bei den Paralympischen Sommerspielen 1968 in Tel Aviv eingesetzt. Sie gewann dabei im 25 m Schwimmen im Alter von 18 Jahren eine Bronzemedaille.
Bei den nächsten Paralympics, 1972, war sie sowohl im Fünfkampf als auch im Rollstuhltennis dabei. Sie wurde Olympiasiegerin im Fünfkampf.
Seit 1976 war das Tischtennisspiel ihr eigentliches Metier. Sie nahm hierin an den Paralympics 1976 und 1980 teil. Bei den Paralympics 1984 gewann sie in der Leistungsklasse 1B-4 zweimal Gold und einmal Bronze. Auch 1988 und 1992 war sie bei den Paralympischen Spielen dabei und gewann 1992 in der Leistungsklasse TT 3 eine Bronzemedaille. Für diesen Erfolg erhielt sie am 23. Juni 1993 das Silberne Lorbeerblatt. Bei den Weltmeisterschaften 1990 gewann sie den Weltmeistertitel im Einzel und im Doppel.

## Ehrungen und Auszeichnungen
- 2023: Ehrenplakette der Stadt Bochum für ihre sportlichen Erfolge[2]

## Quelle
- www.paralympic.org: Ruth Lamsbach